# Solaster dawsoni
Solaster dawsoni är en sjöstjärneart som beskrevs av Addison Emery Verrill 1880. Solaster dawsoni ingår i släktet Solaster och familjen solsjöstjärnor.

## Underarter
Arten delas in i följande underarter:
- S. d. arcticus
- S. d. dawsoni